# Trofeo de guerra

Bandera del 1º batallón del Regimiento n.º 71 Highlanders del Ejército Británico capturada durante la primera invasión inglesa en 1806 y exhibido al público como trofeo de guerra en el convento de Santo Domingo de la ciudad de Buenos Aires.

Trofeo de guerra es todo aquel elemento de fuerte carácter simbólico, el cual es sustraído al enemigo como consecuencia de triunfos militares, ya sea en las batallas mismas, o como corolario de estas.

## Descripción general

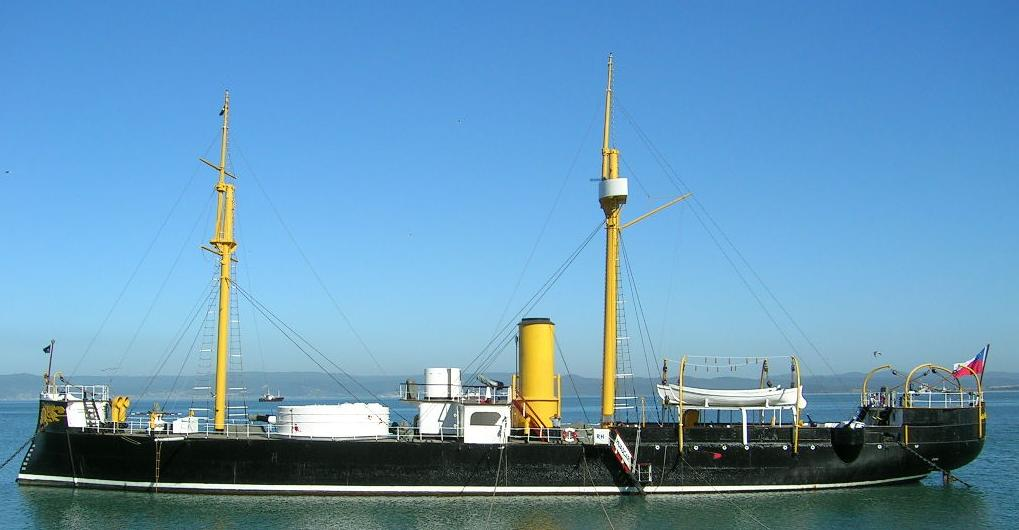
El monitor Huáscar, buque de guerra peruano (1866-1879) capturado por la escuadra de Chile durante la Guerra del Pacífico, que sirvió en la armada chilena (1880-1896) y mantenido actualmente como museo flotante en Chile. Junto con la Goleta Virgen de Covadonga es el más famoso trofeo de guerra de la historia de Chile.

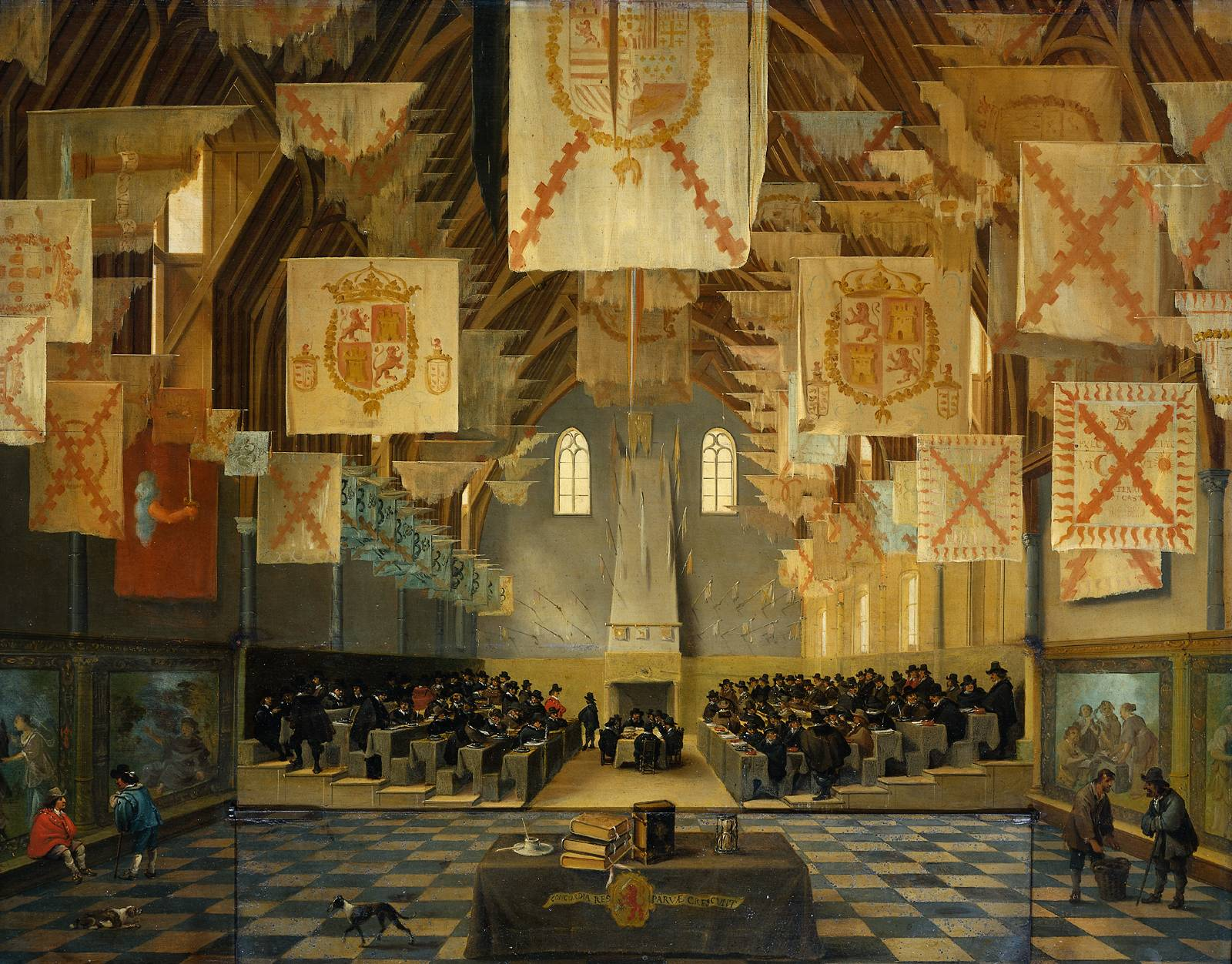
Imagen de la Asamblea de los Estados Generales de los Países Bajos en 1651, donde cuelgan varias banderas y estandartes capturados al Ejército español durante la Guerra de los Ochenta Años.

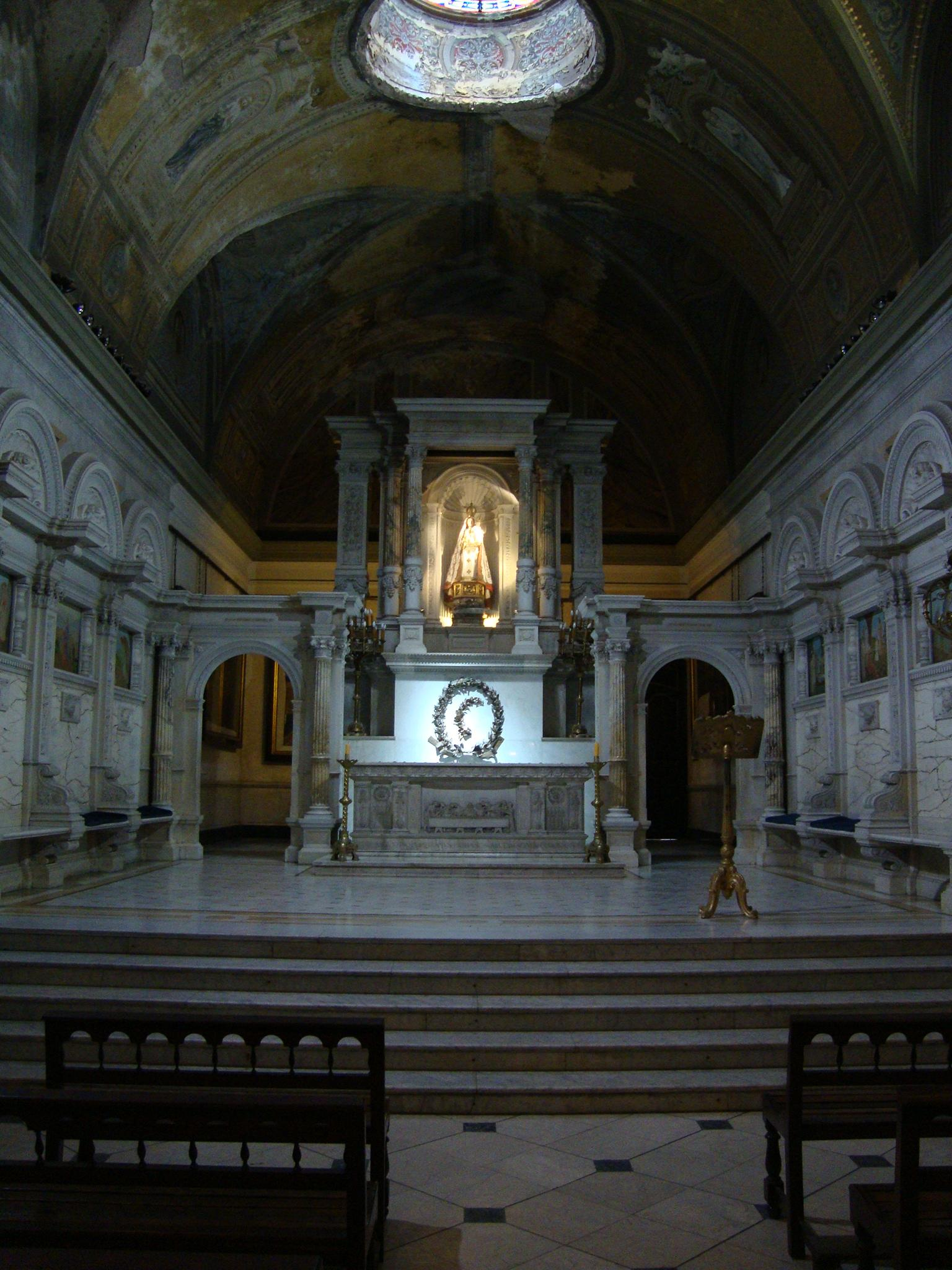
Convento de Santo Domingo, en la ciudad de Buenos Aires. Detrás del altar de la virgen se exhiben, como trofeo de guerra, cuatro banderas inglesas capturadas por Santiago de Liniers en 1807 durante las Invasiones Inglesas.

Los trofeos de guerras generalmente se tratan de elementos de fuerte poder simbólico, extremadamente superior al valor económico que los objetos en sí puedan contener. En otros casos el valor simbólico es relativo, y prima el valor material, por lo que el hecho mismo de la sustracción pasa a confundirse con el saqueo, y la entidad escamoteada se transfigura a un simple «botín de guerra», el cual estuvo regulada en los códigos penales militares. Este sería el caso del saqueo de la Biblioteca Nacional del Perú, durante la ocupación de Lima por parte del ejército chileno en 1881, en la Guerra del Pacífico; 10 000 libros fueron devueltos en 1884 y en 2007, la Dirección de Bibliotecas, Archivos y Museos de Chile procedió a la devolución de otros 3788 libros.
Luego de cada batalla, se contemplaban derechos en el reparto del botín que había pertenecido al oponente: armamentos y equipo militar, ganado, caballos, monturas, víveres, adornos o cadenas de los caídos, etc. Este derecho se solía también extender a las poblaciones en caso de combatirse en campo enemigo, por lo que el saqueo de cada casa era el siguiente hecho que solía ocurrir luego de resonantes victorias.  
En los objetos referibles a trofeos de guerra, cuanto más emblemático y simbólico representa para el enemigo, mayor es el deseo del oponente de capturarlo, exhibirlo, así como superior será el prestigio que infundirá al poseerlo.
En la antigüedad, estos solían tratarse de puñales, espadas, corazas, escudos, estandartes, cascos, etc. Con el paso del tiempo, el foco pasó a las banderas, y actos de heroísmo se multiplicaban en las guerras para evitar que estas caigan en las manos del enemigo. En otros casos el trofeo pasa a ser las más importantes armas del oponente, en especial, sus barcos de guerra. Entre estos últimos destaca actualmente el monitor Huáscar, buque de guerra peruano asignado en 1865 y capturado por la  escuadra chilena en 1879 en el Combate naval de Angamos durante la Guerra del Pacífico, y que sirvió como buque en la Armada Chilena hasta 1896; ese trofeo de guerra es mantenido como museo flotante en Talcahuano, Chile hasta la actualidad. Los estandartes y banderas arrancadas al enemigo solían posteriormente ser ofrendadas a la divinidad, como gratitud y retribución de los favores que la misma obró para la consecución del resultado.

## Los trofeos de guerra como vehículos para la paz

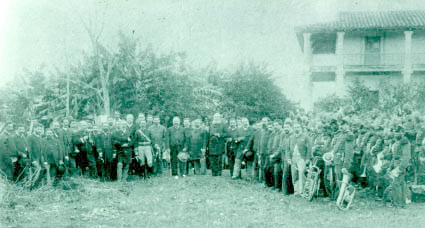
En mayo de 1885, el ministro de Guerra del Uruguay, Gral. Máximo Tajes, devuelve los trofeos de guerra que las fuerzas uruguayas habían conquistado a las paraguayas durante la Guerra de la Triple Alianza.

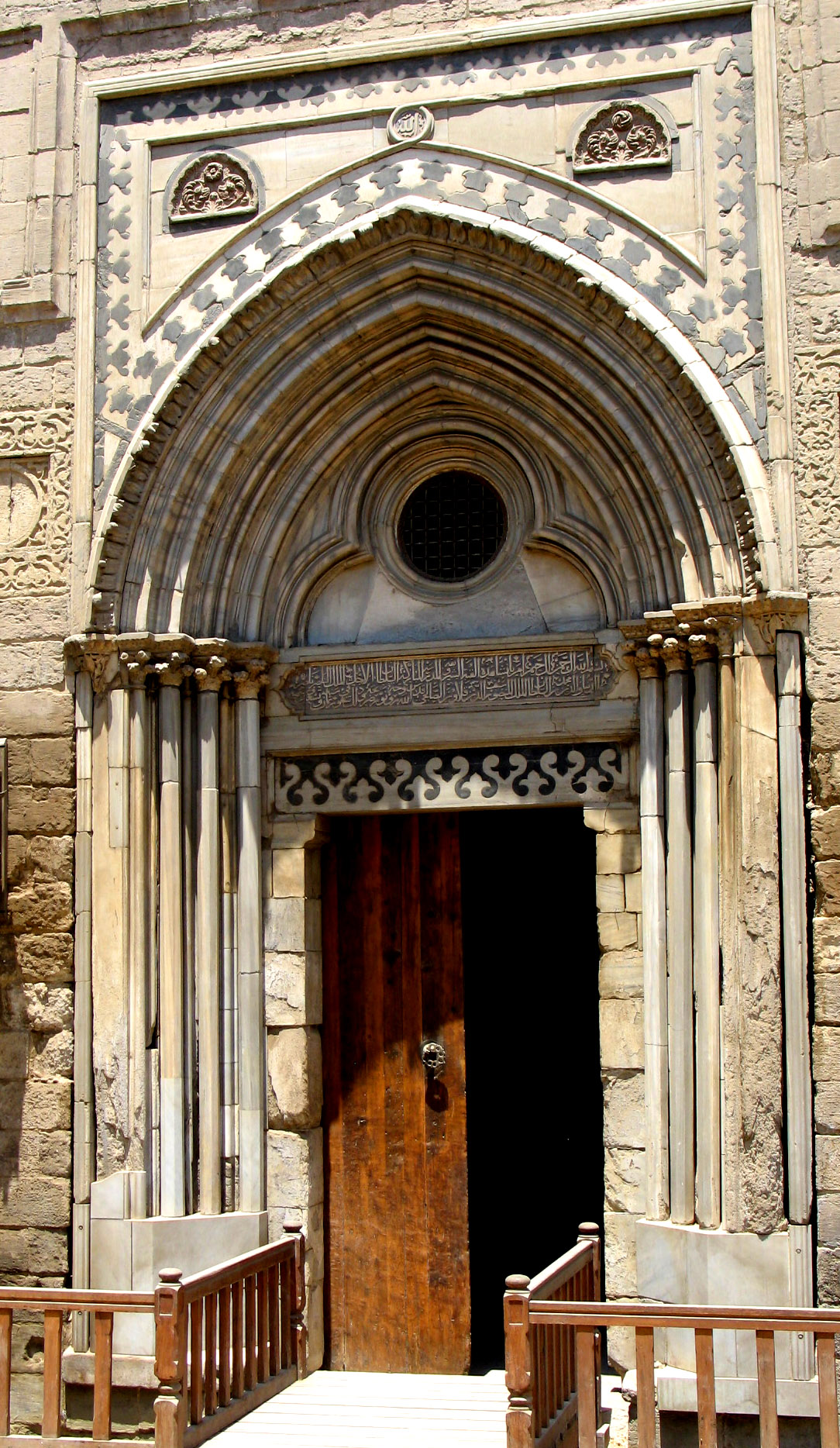
Madrasa del sultán al-Nasir Muhammad ibn Qalawun. El acceso es de mármol de estilo gótico, exhibido como trofeo de guerra perteneciente a los cruzados de Acre. El arco gótico fue llevado a El Cairo en el año 1291.

Escudo de armas de Santiago de Liniers, que utilizó como virrey del Río de la Plata. Obsérvese las seis banderas capturadas a los británicos.

Es habitual que cuando dos países que han mantenido conflictos bélicos intentan volver a tener relaciones amistosas, empleen la devolución o canjeamiento de parte o todos los trofeos de guerra capturados al otrora enemigo, transformándolos como símbolos tangibles del cambio de aire en la relación bilateral. 
En 1954, en señal de confraternidad, el presidente argentino teniente general Juan Domingo Perón, entregó en Asunción al presidente de la República del Paraguay, general Alfredo Stroessner, los trofeos de guerra que las fuerzas argentinas habían conquistado a las paraguayas durante la Guerra de la Triple Alianza. 
En distintos momentos del siglo XX hicieron lo propio los restantes beligerantes del conflicto, Uruguay y Brasil. Esto es más necesario cuando de botines de guerra se trata, en donde el colegible reintegro de los objetos apropiados tiene similitudes equiparables a hechos penales más que bélicos.

## Cuerpos como trofeos de guerra
Una variante de los trofeos de guerra enfocados en objetos es el trofeo de guerra centrado en determinadas partes o todo el cuerpo del enemigo, en especial si se trata de guerreros de prestigio o que poseían cargos de alto nivel en el ejército adversario. Los sectores corporales más habituales en el cercenamiento para trofeos eran la cabeza y las manos.
Las cabezas eran exhibidas en picas o atravesadas en las puntas de sus lanzas. El detenerse en las cabezas o cráneos se relacionaba a que se las consideraba el espacio del enemigo donde residía su esencia vital, por lo tanto, su alter ego.
Esta era una costumbre muy extendida. Por ejemplo, era uno de los rituales que practicaban los celtas luego de los combates con los romanos; ellos creían que el alma se asentaba allí. Finalmente los mismos romanos terminaron por incorporar también esta costumbre, pero con un contenido no ritual sino punitivo o meramente exhibicionista.
Los galos en cambio, ataban las cabezas cortadas de sus enemigos a las colas o a los cuellos de sus caballos, mientras que los escuderos portaban otros despojos, y así marchaban cantando himnos de victoria. Finalmente clavaban las cabezas en las paredes de sus casas o en sus puertas, de la misma manera que se hace hoy en día con trofeos de caza.
A las cabezas de los más ilustres enemigos se les brindaba un trato preferencial: se las embalsamaba con aceite de cedro, y se las guardaba en cajas de madera, para ser exhibidas ante los visitantes importantes.
Estas costumbres se replicaban en los íberos, los hispanos, y los germanos, estos últimos las clavaban en los troncos. Los boios cisalpinos, los gálatas de Asia menor, y los galos, utilizaban los cráneos de los más ilustres enemigos, recubriéndolos con oro, como copas para beber en solemnes ocasiones.
Los guerreros escitas desprendían el cuero cabelludo de sus enemigos, al que empleaban como servilleta, o colgaban como adorno de sus caballos. Cuando colectaban en cantidad, se confeccionaban una capa. Esta costumbre también estaba generalizada en buena parte de las etnias amerindias que habitaban el continente americano a la llegada de los conquistadores europeos.
Los celtíberos tenían tal afán por conseguirlas que llegaban a desatender la batalla, haciendo peligrar el resultado de las mismas. Con las cabezas los guerreros conseguían prestigio social al interior de la sociedad celtíbera.
En el área inglesa, los cráneos del enemigo eran clavados en estacas y colocados en la puerta de los castros, como protección simbólica.
Tal como ocurría con las cabezas, las manos también eran objeto de colección como trofeo de guerra. En ellas encontraban un fuerte valor simbólico al ser señal o portadoras de destrezas, posesión, o amistad.